# 巴彦淖尔 (湖泊)
巴彦淖尔（又名王喇嘛营泡子）是位于中国内蒙古自治区兴安盟科尔沁右翼中旗王喇嘛艾勒东部的一个湖泊。其具体位置约为东经122°04，北纬44°44′。湖面海拔173.5米，面积约5平方公里，湖水显碱性。